# Ernst Harder

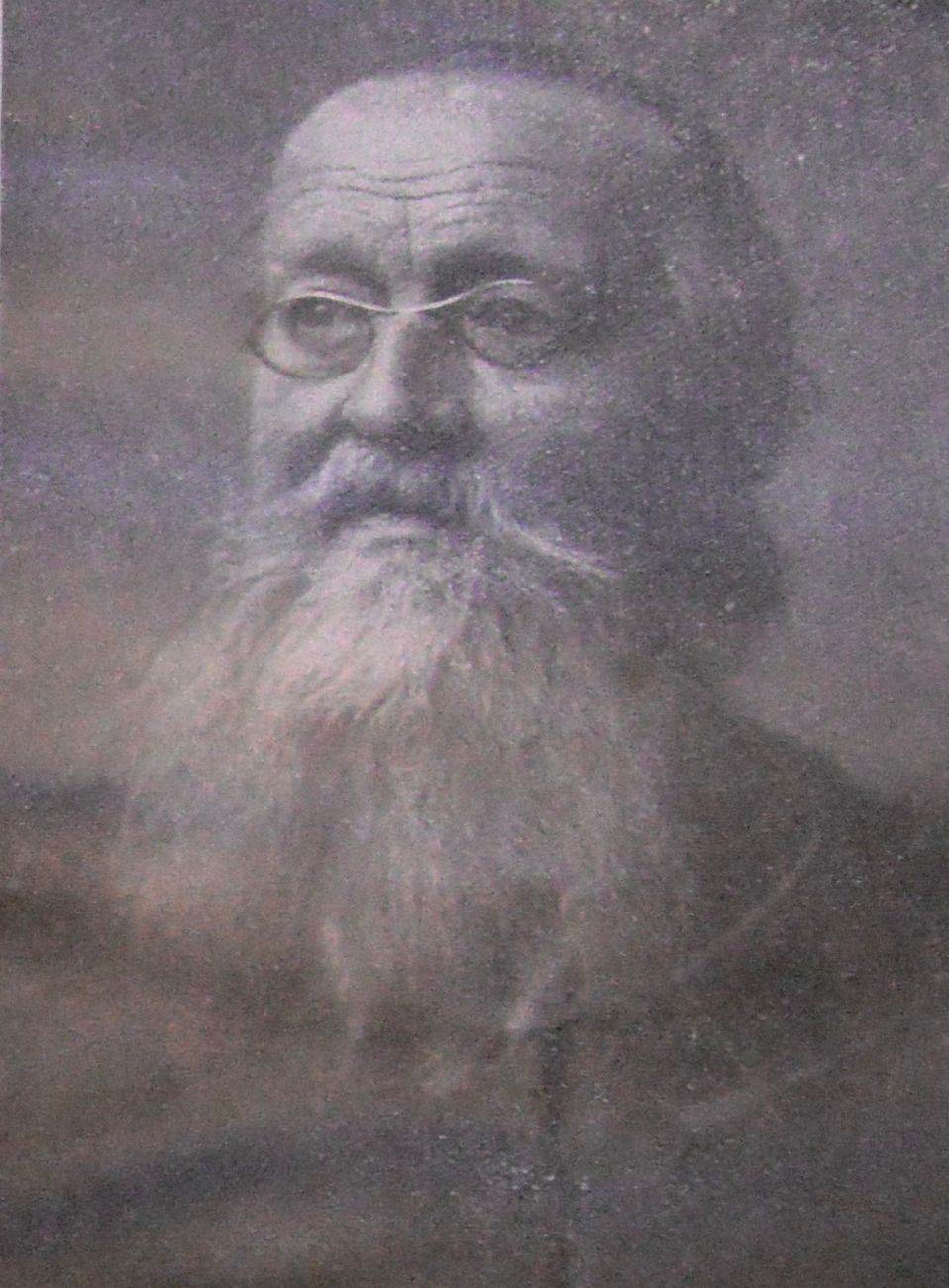
Ernst Harder

Ernst Harder (geboren am 29. November 1854 in Königsberg (Preußen); gestorben am 15. September 1927 in Berlin-Charlottenburg) war ein deutscher Arabist. Er war eine führende Persönlichkeit der deutschen Mennoniten, Journalist und Übersetzer.

## Werdegang
Harders Eltern waren Karl Harder und dessen Ehefrau Renate, geborene Tiessen. Er studierte Geschichte und moderne Sprachen; später wirkte er eine Zeit lang als Lehrer im Haus des britischen Botschafters in Lissabon. Später war Harder Redakteur bei der Tagesrundschau in Berlin sowie Lehrer für Spanisch und Portugiesisch. Als einer der ersten Schüler seines bekannten Schwagers Martin Hartmann widmete er sich schließlich ganz dem Studium der arabischen Sprache. Er war einer der Gründer der Berliner Mennonitengemeinde und gehörte von 1904 bis zu seinem Tod deren Kirchenvorstand an, in den letzten beiden Jahren als Vorstandsvorsitzender. 1912 verfasste er die Festschrift zur Feier des 25. Jahrestages der Gründung der Gemeinde. Er starb am 15. September 1927 in Charlottenburg.

## Rezeption seiner Werke
Das Werk Arabische Sprachlehre ist ein Standardwerk zur Einführung in das Studium der arabischen Sprache, das später von Annemarie Schimmel weiter überarbeitet wurde. In seiner 20. Auflage wurde die Bearbeitung vom inzwischen verstorbenen Dozenten an der Universität Frankfurt für arabische Sprache, S. Fritz Forkel, besorgt; es gilt als Standardwerk zur Einführung in die Grammatik des klassischen Arabisch, handelt jedoch auch die Grundlagen der modernen arabischen Sprache ab. Dazu ist ebenfalls ein in 18. Auflage erschienenes Lösungsheft erhältlich. Die Bearbeitung der 7. Auflage (Heidelberg: Groos, 1959) wurde von Rudi Paret besorgt.

## Schriften (Auswahl)
- Arabische Konversations-Grammatik. Band 2. 1898.
- Deutsch-arabisches Handwörterbuch. Winter, Heidelberg 1903.
- Arabische Chresthomathie. Ausgewählte Lesestücke arabischer Prosaschriftsteller. Julius Groos, Heidelberg 1911.
- Kleine Arabische Sprachlehre. Groos, Heidelberg 1913.
- Deutsch-arabisches Handwörterbuch und Arabisch-deutsches Handwörterbuch. Julius Gross Verlag, Heidelberg 1919.
- Teil 1: Deutsch-arabisches und arabisch-deutsches Taschenwörterbuch. 1919.